# Юрдан Георгиев
Юрдан Георгиев Георгиев е български офицер, генерал-майор от пехотата, командир на дружина от 31-ви пехотен варненски полк през Балканската (1912 – 1913) и Междусъюзническата война (1913), командир на 20-и пехотен добруджански полк (1915 – 1917) и на 1-ва бригада от 2-ра пехотна тракийска дивизия (от 1917) през Първата световна война (1915 – 1918).

## Биография
Юрдан Георгиев е роден на 14 май 1866 г. в Русе. На 7 октомври 1883 г. постъпва на военна служба. На 7 ноември 1887 г. завършва Военно на Негово Княжеско Височество училище в 9-и випуск, произведен е в чин подпоручик и зачислен в пехотата. На 7 ноември 1890 г. е произведен в чин поручик, през 1896 г. в чин капитан и на 19 септември 1906 г. – в чин майор. Служи последователно в 17-и пехотен доростолски полк и в Силистренския постоянен гарнизон. През 1909 г. майор Георгиев е назначен за председател на домакинската комисия на 20-и пехотен добруджански полк, като майор командва 1-ва дружина от 20-и пехотен добруджански полк, а от 1911 е командир на дружина от 31-ви пехотен варненски полк. На 22 септември 1912 г., е произведен в чин подполковник.
По време на Балканската (1912 – 1913) и Междусъюзническата война (1913) подполковник Георгиев командва дружина от 31-ви пехотен варненски полк. През януари 1915 година е назначен за помощник-командир на 20-и пехотен добруджански полк. По време на Първата световна война (1915 – 1918) подполковник Георгиев командва 20-и пехотен добруджански полк (1915 – 1917), за която служба съгласно заповед № 679 от 1917 г. по Действащата армия е награден с Военен орден „За храброст“ IV степен 1 клас, като през 1916 е произведен в чин полковник. През 1917 г. е назначен за командир на 1-ва бригада от 2-ра пехотна тракийска дивизия, за която служба съгласно заповед № 355 от 1921 г. по Министерството на войната е награден с Орден „Св. Александър“ III степен с мечове по средата.. По-късно командва 2-ра бригада от 5-а пехотна дунавска дивизия. Уволнен е от служба през 1919 година.
На 31 декември 1935 г. е произведен в чин генерал-майор.

## Семейство
Генерал-майор Юрдан Георгиев е женен и има 4 деца.

## Военни звания
- Подпоручик (7 ноември 1887)
- Поручик (7 ноември 1890)
- Капитан (1896)
- Майор (19 септември 1906)
- Подполковник (22 септември 1912)
- Полковник (1916)
- Генерал-майор (31 декември 1935)

## Награди
- Военен орден „За храброст“ IV степен 2 клас
- Орден „Св. Александър“ IV степен с мечове по средата
- Военен орден „За храброст“ IV степен 1 клас (1917)
- Орден „Св. Александър“ III степен с мечове по средата (1921)
- Народен орден „За военна заслуга“ V степен на обикновена лента
- Орден „За заслуга“ на обикновена лента